# Here’s Little Richard
A Here's Little Richard Little Richard amerikai énekes, dalszerző és zongorista bemutatkozó albuma 1957-ből. A dalok közül hat már előző évben Top 40-es volt Amerikában. A Billboard albumlistán a 13. helyet érte el. Ezen szerepelt Little Richard leghíresebb dala, a Tutti Frutti. A Rolling Stone magazin Minden idők 500 legjobb albumának listáján az 50. helyre sorolták. Szerepel az 1001 lemez, amit hallanod kell, mielőtt meghalsz című könyvben.

## Az album dalai
|     | Cím                                       | Szerző(k)                                             | Hossz |
| --- | ----------------------------------------- | ----------------------------------------------------- | ----- |
| 1.  | Tutti Frutti                              | Dorothy LaBostrie, Richard Penniman, Robert Blackwell | 2:25  |
| 2.  | True Fine Mama                            | Penniman                                              | 2:43  |
| 3.  | Can't Believe You Wanna Leave             | Leo Price                                             | 2:28  |
| 4.  | Ready Teddy                               | Blackwell, John Marascalo                             | 2:09  |
| 5.  | Baby                                      | Penniman                                              | 2:06  |
| 6.  | Slippin' and Slidin' (Peepin' and Hidin') | Penniman, Eddie Bocage, John Collins, Al Smith        | 2:42  |
| 7.  | Long Tall Sally                           | Enotris Johnson, Blackwell, Penniman                  | 2:10  |
| 8.  | Miss Ann                                  | Penniman, Johnson                                     | 2:17  |
| 9.  | Oh Why?                                   | Winfield Scott                                        | 2:09  |
| 10. | Rip It Up                                 | Blackwell, Marascalco                                 | 2:23  |
| 11. | Jenny, Jenny                              | Johnson, Penniman                                     | 2:04  |
| 12. | She's Got It                              | Marascalco, Penniman                                  | 2:26  |

## Közreműködők
- Little Richard – ének, zongora (kivéve a Baby és Oh Why? számokat)
- Lee Allen – tenorszaxofon (kivéve a True Fine Mama és She's Got It számokat)
- Alvin "Red" Tyler – baritonszaxofon (kivéve a True Fine Mama és She's Got It számokat)
- Frank Fields – nagybőgő (kivéve a True Fine Mama és She's Got It számokat)
- Earl Palmer – dob (kivéve a True Fine Mama és She's Got It számokat)
- Edgar Blanchard – gitár (kivéve 1, 2, 5, 9 és 12)

### További közreműködők
- Justin Adams – gitár a Tutti Frutti és Baby dalokon
- Huey Smith – zongora a Tutti Frutti és Baby dalokon
- Renald Richard – trombita a True Fine Mama-n
- Clarence Ford – tenorszaxofon, baritonszaxofon a True Fine Mama-n
- Joe Tillman –  tenorszaxofon a True Fine Mama-n
- William "Frosty" Pyles – gitár a True Fine Mama-n
- Lloyd Lambert – nagybőgő a True Fine Mama-n
- Oscar Moore – dobok a True Fine Mama-n
- Roy Montrell - gitár az Oh Why?-on
- Wilbert Smith – tenorszaxofon a She's Got It-en
- Grady Gaines – tenorszaxofon a She's Got It-en
- Clifford Burks – tenorszaxofon a She's Got It-en
- Jewell Grant – baritonszaxofon a She's Got It-en
- Nathaniel Douglas – gitár a She's Got It-en
- Olsie Richard Robinson – nagybőgő a She's Got It-en
- Charles Connor – dobok a She's Got It-en

## Helyezések

### Album
| Év   | Lista                | Helyezés |
| ---- | -------------------- | -------- |
| 1957 | Billboard Pop Albums | 13       |

### Kislemezek
| Év   | Kislemez        | Lista                   | Helyezés |
| ---- | --------------- | ----------------------- | -------- |
| 1956 | Long Tall Sally | Billboard Black Singles | 1        |
| 1956 | Long Tall Sally | Billboard Pop Singles   | 6        |
| 1956 | Ready Teddy     | Billboard Black Singles | 8        |
| 1956 | Ready Teddy     | Billboard Pop Singles   | 44       |
| 1956 | Rip It Up       | Billboard Black Singles | 1        |
| 1956 | Rip It Up       | Billboard Pop Singles   | 17       |
| 1957 | Jenny, Jenny    | Billboard Black Singles | 2        |
| 1957 | Jenny, Jenny    | Billboard Pop Singles   | 10       |
| 1957 | Miss Ann        | Billboard Black Singles | 6        |
| 1957 | Miss Ann        | Billboard Pop Singles   | 56       |
| 1957 | True Fine Mama  | Billboard Black Singles | 15       |
| 1957 | True Fine Mama  | Billboard Pop Singles   | 68       |